# MPEG-4 Part 3
Définition de la partie 3 du MPEG-4 : 
La troisième partie du MPEG-4 est une norme de compression pour le codage perceptuel et les signaux audio ; elle spécifie notamment le format audio AAC. Le format de compression audio préconisé par le standard ISO/IEC 14496-3 (MPEG-4) est le codec AAC-LC qui assure le meilleur rapport qualité/débit des codecs audio à perte.

## Spécifications
| Profil audio                         | Type d'objet audio | Première date de publication |
| ------------------------------------ | --- | ---------------------------- |
| Main Audio Profile                   | AAC Main, AAC-LC, AAC-SSR, AAC-LTP, AAC Scalable, TwinVQ, CELP, HVXC, TTSI, Main synthesis                                                                                                  | 1999                         |
| Scalable Audio Profile               | AAC-LC, AAC-LTP, AAC Scalable, TwinVQ, CELP, HVXC, TTSI | 1999                         |
| Speech Audio Profile                 | CELP, HVXC, TTSI | 1999                         |
| Synthetic Audio Profile              | TTSI, Main synthesis | 1999                         |
| High Quality Audio Profile           | AAC-LC, AAC-LTP, AAC Scalable, CELP, ER-AAC-LC, ER AAC LTP, ER AAC Scalable, ER CELP | 2000                         |
| Low Delay Audio Profile              | CELP, HVXC, TTSI, ER-AAC-LD, ER CELP, ER HVXC | 2000                         |
| Mobile Audio Internetworking Profile | ER-AAC-LC, ER-AAC Scalable, ER TwinVQ, ER BSAC, ER-AAC-LD | 2000                         |
| Natural Audio Profile                | AAC Main, AAC-LC, AAC-SSR, AAC-LTP, AAC Scalable, TwinVQ, CELP, HVXC, TTSI, ER AAC LC, ER AAC LTP, ER AAC Scalable, ER TwinVQ, ER BSAC, ER AAC LD, ER CELP, ER HVXC, ER HILN, ER Parametric | 2000                         |
| AAC Profile                          | AAC-LC | 2003                         |
| High Efficiency AAC Profile          | AAC-LC + SBR | 2003                         |
| High Efficiency AAC v2 Profile       | AAC-LC + SBR + PS | 2006                         |
| HD-AAC Profile                       | AAC-LC + SLS | 2009                         |
| ALS Simple Profile                   | ALS (en développement) | (2010)                       |